# Onchocerca
Onchocerca es un género de nematodos parásitos. El género incluye a Onchocerca volvulus, un parásito que afecta a los humanos, responsable de la enfermedad llamada oncocercosis, conocida también como "ceguera de los ríos", ya que los humanos infectados tienden a vivir cerca de los ríos donde viven las moscas negras hospederas. Más de 40 millones de personas están infectadas en África, América Central y América del Sur. Otras especies afectan a otras especies de mamíferos, entre ellos ganado vacuno y equino.

## Lista de especies

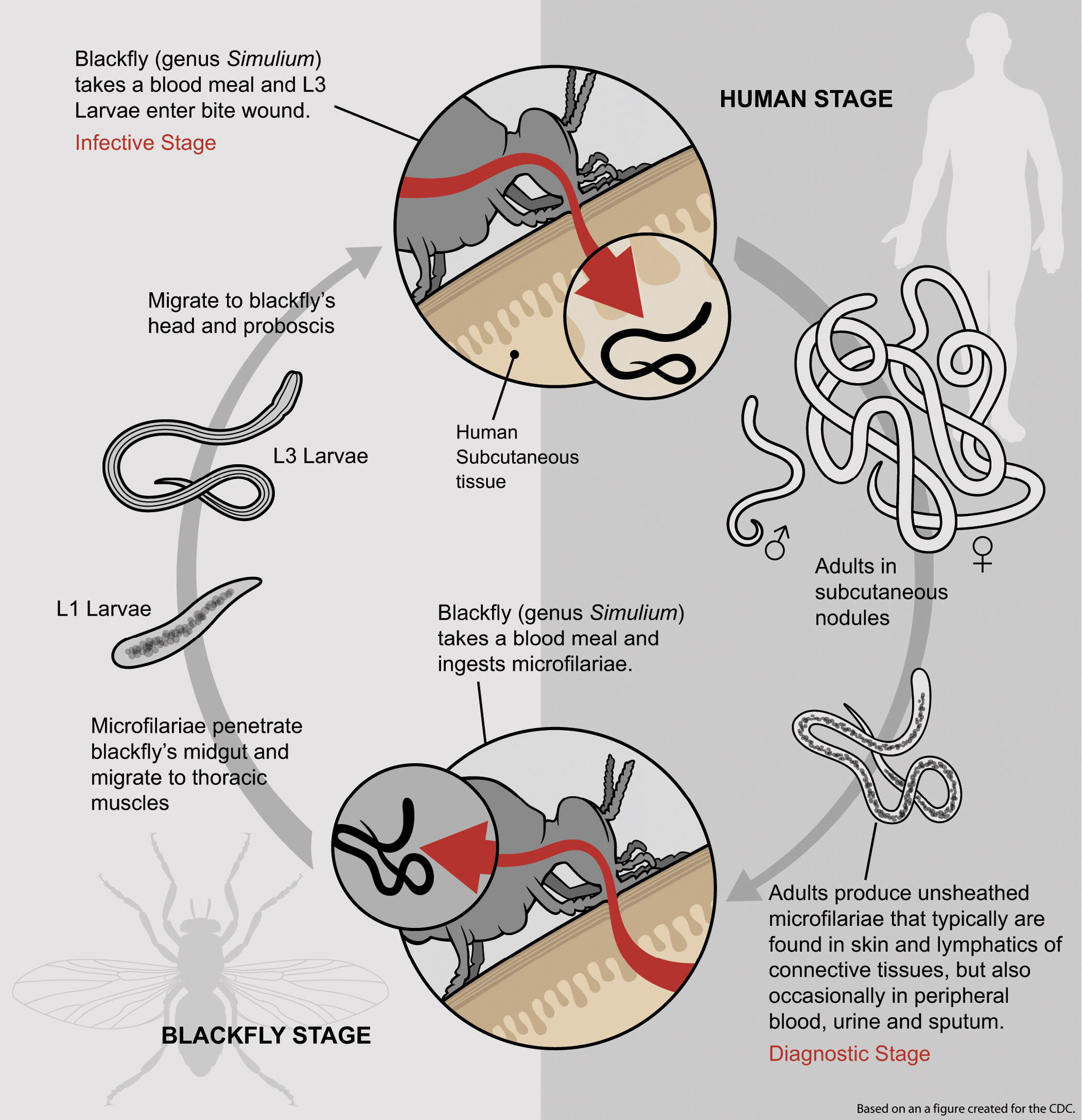
Ciclo de vida de Onchocerca volvulus

- Onchocerca armillata
- Onchocerca cervicalis
- Onchocerca dukei
- Onchocerca fasciata
- Onchocerca flexuosa
- Onchocerca gibsoni[3]
- Onchocerca gutturosa
- Onchocerca jakutensis
- Onchocerca linealis
- Onchocerca lupi
- Onchocerca ochengi
- Onchocerca ramachandrini[4]
- Onchocerca tubingensis
- Onchocerca volvulus